# Wiesław Przyczyna
Wiesław Jan Przyczyna (ur. 26 czerwca 1953 w Annopolu) – polski prezbiter katolicki, były redemptorysta, profesor nauk teologicznych.

## Życiorys
Ukończył studia teologiczne w Wyższym Seminarium Duchownym Redemptorystów w Tuchowie i na Katolickim Uniwersytecie Lubelskim. W 1979 roku przyjął święcenia kapłańskie. W 1989 obronił pracę doktorską pt. Ewangelizacja w dokumentach Soboru Watykańskiego II i w adhortacji Pawła VI „Evangelii nuntiandi”. W 2001 uzyskał habilitację na podstawie dorobku naukowego oraz rozprawy pt. Kaznodziejski przekaz opowiadań biblijnych. W 2014 otrzymał tytuł profesora nauk teologicznych.
Był dyrektorem Instytutu Liturgicznego Uniwersytetu Papieskiego Jana Pawła II w Krakowie, kierownikiem Katedry Komunikacji Religijnej i Podyplomowego Studium Homiletycznego na tej samej uczelni, przewodniczącym Stowarzyszenia Homiletów Polskich i przewodniczącym Zespołu Języka Religijnego Rady Języka Polskiego. Jest członkiem prezydium Rady Języka Polskiego, przewodniczącym Komisji Języka Religijnego przy Międzynarodowym Komitecie Slawistów, wiceprzewodniczącym Zespołu Języka Religijnego RJP, wiceprzewodniczącym Komisji Językoznawstwa Oddziału PAN w Krakowie, członkiem Rady Programowej Podyplomowego Studium Retoryki na Wydziale Polonistyki UJ w Krakowie, wydawcą serii Redemptoris Missio i Teolingwistyka oraz współredaktorem Słownika polskiej terminologii prawosławnej. Prowadzi także wykłady z homiletyki w Wyższym Seminarium Duchownym w Rzeszowie i zajęcia w Podyplomowym Studium Retoryki UJ.
W 2006 wystąpił ze Zgromadzenia Najświętszego Odkupiciela i został inkardynowany jako ksiądz diecezjalny do diecezji rzeszowskiej. Mieszka i posługuje na terenie parafii Najświętszej Maryi Panny z Lourdes w Krakowie, którą prowadzą księża misjonarze św. Vincentego à Paulo.